# Калотинци
Калотинци е село в Западна България. То се намира в община Земен, област Перник.

## География
Село Калотинци се намира в планински район по поречието на реките Треклянска и Дивлянска.

## История
В планината, над селото съществуват зле съхранени зидове и водохранилища на средновековна крепост, известна сред местните хора като „Градище“. Късноантичната и средновековна крепост „Градище“ се намира на 0.6 km южно по права линия от центъра на село Калотинци. Обхващала е площ от около 3 дка. В миналото над терена са били запазени стените, които били изградени от ломен камък, споен с хоросан. В днешно време стените се очертават под насип. Крепостта е била тясно свързана с добива на метал. Съществувала е и през ранното средновековие. Надморска височина: 915 m. Тази крепост, вероятно е била част от отбранителната система на Второто Българско Царство, една от многото малки крепости охраняващи търговския път на запад и на юг. Калотинското „Градище“ вероятно е част от отбранителната система на крепостта „Землин Град“ или „Земенско Кале“ (днешен град Земен).
Тези данни ясно свидетелстват, че районът на селото е заселен с българи още през Средновековието.
Произходът на името, според някои местни хора трябва да се търси в гръцката дума за „хубаво“ = „кало“, но са възможни и препратки към прабългарски еднокоренни думи със значение на „висок“ (за „кал“, „калансув“ виж Петър Добрев). Възможно е и друго тълкуване, от осетински език (според някои изследователи близък до древния български език), „кал“ може да се преведе и като „омагьосвам“, „правя магия“. На санскрит (много думи от този език и до днес са запазени в българския) „кала“ означава „време“.
По време на османската власт, в района се заселва турско население, за което свидетелства местността „турските гробища“, както и разкази на стари хора от селото. По-късно турците са прогонени от хайдути, сред които е и Дедо Гуджо от мах. Ридаро.
Село Калотинци дава своя принос и своите жертви в освободителните войни и войните за национално обединение, за което свидетелства паметник в двора на старото училище (днес кметство).
Жителите на село Калотинци имат характерния външен вид и осанка на българи от Краище. (Много често сред по-старите хора, а и до днес се срещат силно руси или оранжево-руси мъже с кристално-сини очи. Светлосините или сиво-сините очи са характерна черта особено за мъжете от този край!) Населението е 100% българско с български корени, от дълбока древност.

## Културни и природни забележителности
В етнографско отношение, в Калотинци са се запазили редица обичаи и поверия близки до стари езически и магически вярвания, като например огнения празник „ората-копата“, кукерски игри, извори със „светена вода“ и др.
Някога курбан се колело и се извършвали ритуали и под стар дъб в околностите. Такъв вековен дъб, известен като „Дедо Дъбко“ се намира между махалите Фильовци и Врабчанска река.
В района има няколко манастира и множество църкви.
В околните планини се срещат сърни, диви прасета, вълци, лисици, язовци, фазани и др., а в реките има основно пъстърва, в миналото – мренки и кленчета.
Горските поляни предлагат разнообразие от цветя и билки, а след дъжд – от гъби (пачи крак, сърнела, прахутка и др.)
Едно от най-великите съкровища на Калотинци и региона е удивителният местен език или диалект, запазил звуци и думи от вече полу-забравени времена, които за съжаление този сайте не позволява да се публикуват.

## Кухня
- Спръжа – особен вид пастет от свински дребулии и месото от главата. Всичко се вари и се отцежда маста, докато стане „на конци“. Може да се яде и топло и студено.
- Колач/колаче
- Боб или трълян боб (боб стрит на пюре и посипан със запръжка)
- Клинка – супа от зеле нарязано на ситно (зелев сок), настъргани моркови, праз лук и др.
- Вариво – в тенджера се слагат ред сланина (шарена сланина), ред кисело зеле, ред свинско месо (рибица) и така докато се напълни. Слага му се вода и да ври докато се сготви. Може да се посоли с червен пипер.
- Мияне – брашнена каша, понякога се добавят гъби
- Печени чушки с доматен сос
- Препечен хлеб с мас и пипер
- Сухи чушки с яйца
- Чеснова вода
- Качамак у гювеч, с пръжки и сирене
- Луковник – баница с точени кори напръскани с наситнен праз лук;
- Пълнени чушки с ориз и картофи у тавичка
- Симид, симиде'та (или т.нар. „хляб с квас“).

## Редовни събития
- Курбан – прави се на Спасов ден.
- Селски събор – Въртоломе (юни).